# Nothingface (Band)
Nothingface war eine US-amerikanische Metal-Band, die 1995 in Washington, D.C. gegründet wurde.

## Bandgeschichte
Nach dem Veröffentlichen einiger Demos in Eigenregie ab 1994, folgten 1997 bzw. 1998 die Alben Pacifier und An Audio Guide to Everyday Atrovity auf dem Independent-Label DCide. Durch Abschluss eines Vertrages mit dem Major-Label TVT Records konnten Nothingface im Jahre 2000 mit der Veröffentlichung des Albums Violence Erfolge bei einer breiteren Hörerschaft erzielen. Nach einigen Besetzungswechseln erschien 2003 das Album Skeletons ebenfalls bei TVT Records. Im Jahr 2009 erschien das bereits 1995 eigen veröffentlichte Album Nothingface in einer überarbeiteten Fassung erneut.
Nothingface gingen im Laufe der Jahre mit vielen verschiedenen Bands auf Tour, unter anderem mit Anthrax, Helmet, Ministry, Pantera, Sepultura und System of a Down, und nahmen Teil am bekannten Rock- und Metalfestival Ozzfest.
Am 15. April 2017 starb der Sänger Matt Holt mit 39 Jahren an Folgen einer degenerativen Erkrankung.

## Stil
Nothingface kombinierten in ihrer Musik Elemente verschiedener Genres miteinander, beispielsweise aus dem Heavy Metal, dem Hardcore Punk und dem Grunge. AllMusic beschreibt Nothingfaces Musikstil als Alternative Metal. Die Band wird häufig auch dem Nu Metal zugeordnet.

## Diskografie

### Studioalben
- 1995: Nothingface (im Selbstvertrieb; Wiederveröffentlichung im Jahr 2009)
- 1997: Pacifier
- 1998: An Audio Guide to Everyday Atrocity
- 2000: Violence
- 2003: Skeletons

### Singles
- 1997: Pacifier
- 1997:	One Thing
- 1997:	Defaced
- 1998:	Breathe Out
- 1998:	The Sick
- 2001:	Bleeder
- 2003:	Ether

### Musikvideos
- Pacifier
- Defaced
- Breathe Out
- Ether